# 帝冢山学院短期大学
帝冢山学院短期大学（日语：／ Tezukayama Gakuin Tanki Daigaku *），简称帝短，是过去一所位于日本大阪府堺市的私立短期大学。

## 概要

### 简介
- 学校最早可以追溯到1939年[1][2]。短期大学为于1963年开办[2]、由学校法人帝冢山学院经营。招収只女学生从开办、招生到1997年、正式停办于2000年[3]。

### 历史
- 1950年 帝冢山学院短期大学成立于大阪市住吉区并同时设置两个学科、以下列举。
  - 文艺科
  - 服饰科
- 1951年 第二部成立于服饰科[3]。
- 1952年 文艺科改编为、以下列举[3]。
  - 文学科
    - 文艺专攻
      - 第一部
      - 第二部[注 2]

    - 英文专攻
      - 第一部
      - 第二部[注 2]
- 同年 服饰科改编为、以下列举[3]。
  - 家政科
    - 服饰专攻
      - 第一部
      - 第二部[注 2]

    - 食物营养专攻
      - 第一部
      - 第二部（招生到于1965年、正式停办于1968年）
- 1969年 两个学科改名为、以下列举[3]。 
  - 文科→文学科
  - 家政科→家政学科
- 1986年 校园迁址至堺市[2]
- 1997年 招生最后、次年停止招生（正式停办于2000年3月24日[3]）。

### 宪章
- 请参看帝冢山学院短期大学的标志 （页面存档备份，存于） （日語） 2014年3月2日阅览。

## 学校环境
- 校区：在了大阪府堺市[注 1]

## 组织

### 学科
- 文学科
  - 文艺专攻
  - 英文专攻
- 家政学科
  - 服饰专攻
  - 食物营养专攻

### 前学科
| - 文学科 - 文艺专攻 - 第一部 - 第二部 - 英文专攻 - 第一部 - 第二部 - 家政学科 - 服饰专攻 - 第一部 - 第二部 - 食物营养专攻 - 第一部 - 第二部 |

### 专科
| - 没有 |

### 业余课程
| - 没有 |

## 知名校友
- 小林カツ代：饭菜研究家
- 岛村洋子：小说家
- 小林由佳：政治人物和演员

## 相关链接
- 日本短期大学列表